# シスチントリプチック寒天培地
シスチントリプチック寒天培地（シスチントリプチックかんてんばいち、英：Cystine tryptic agar（CTA）、cystine trypticase agar）は微生物の同定に使用される増殖培地である。
マルトース、ラクトース、スクロースなど、さまざまな炭水化物を発酵させることができる生物かどうかを判定するのに使用できる。菌株は抗微生物薬耐性をすぐに獲得するが、新しい栄養素を代謝する能力を獲得することは稀だからである（例外もあるが）。例えば、以下のような発酵パターンが観察される：
| 微生物                   | 発酵糖                             |
| ------------------------ | ---------------------------------- |
| 淋菌                     | グルコース                         |
| 髄膜炎菌                 | グルコース、マルトース             |
| Neisseria lactamica      | グルコース、マルトース、ラクトース |
| Neisseria mucosa         | グルコース、マルトース、スクロース |
| モラクセラ・カタラーリス | 主要な糖はない                     |

## 典型的組成
シスチントリプチック寒天培地の典型的組成 (w/v):
- 2.0% カゼイン
- 0.05% L-シスチン
- 0.5% 塩化ナトリウム
- 0.05% 亜硫酸ナトリウム
- 0.25% 寒天
- 0.00017% フェノールレッド
- 0.5% 上記のいずれかの糖類

## 関連記事
- TSI試験